# Guiu de Toscana
Guiu (Guido o Wido, mort 929) fou comte de Lucca i marquès de Toscana des 915 (o 917), després de la mort del seu pare Adalbert II de Toscana, i fins a la seva pròpia mort el 929. Era menor d'edat i sembla que estava sota custòdia a Màntua, per orde de Berenguer, junt amb la seva mare, a qui corresponia la regència, Berta, filla de Lotari II de Lotaríngia; sota pressió de la noblesa toscana Berenguer va haver de deixar anar a mare i fill. Berta va governar en nom del seu fill com un any.
El 921 molts nobles i bisbes, van oferir el tron a Rodolf II de l'Alta Borgonya l'any 921. Fins i tot, Berenguer d'Ivrea, net matern de l'emperador Berenguer, es va sublevar incitat per Rodolf. Aleshores Berenguer I d'Itàlia es va retirar a Verona i va permetre que les seves tropes, formades per hongaresos, saquegessin el país. Joan, bisbe de Pavia, va rendir la ciutat a Rodolf l'any 922, després que va ser saquejada pels hongaresos. També Milà va caure en mans de Rodolf. El 29 de juliol del 923, les tropes de Rodolf, Adalbert I d'Ivrea (cap dels nobles rebels) i el seu fill el futur Berenguer d'Ivrea (al qui Rodfolf va cedir segurament el comtat de Torí) es van trobar amb les de Berenguer d'Itàlia prop de Piacenza i les van derrotar en la batalla de Fiorenzuola. La batalla va ser decisiva i Berenguer va ser destronat de facto i substituït per Rodolf.
Poc després Berenguer va morir assassinat per un dels seus propis homes a Verona el 7 d'abril del 924, probablement instigat per Rodolf. Guiu va mantenir la fidelitat a Berenguer i un document de Lucca mostra que el març del 924 encara el reconeixia com a rei. Fin el setembre del 927 el regne fou considerat vacant. Rodolf volia posar al tron a un fill d'un primer matrimoni de Berta amb Teobald d'Arle.
Berta, mare de Guiu, va morir a Lucca el 8 de març del 925 i fou enterrada al costat del seu segon marit Adalbert II de Toscana. En aquest temps va quedar vídua també Ermengarda, per la mort d'Adalbert I d'Ivrea; Ermengarda era filla de Berta i Adalbert II de Toscana i germana per tant de Guiu de Toscana; era una dona de caràcter i no va tardar a aprofitar una absència de Rodolf per presentar-se a Pavia i va sollevar a tota la Llombardia, governant el regne com va voler. Rodolf va haver de marxar contra Pavia on la va assetjar, però Ermengarda el va adular i el va separar de les seves forces; els nobles italians, descontents per la lleugeresa del rei, el van abandonar i a proposta del papa Joan X van elegir rei d'Itàlia a Hug d'Arle o de Provença, germanastre d'Ermengarda i de Guiu de Toscana (fill de la mateixa mare, Berta, però de diferent pare, Teobald d'Arle).
Hug va marxar a Toscana (junt amb el seu germà Bosó d'Arle) on fou rebut a Porto Pisano pel seu germanastre Guiu. De Roma i altres punts d'Itàlia van arribar ambaixadors a Pisa que sembla que en aquell temps compatia la capitalitat de Toscana amb Lucca. Un document a Lucca del 3 de setembre del 926 ja acredita el reconeixement d'Hug d'Arle com a rei. El 926 (alguns consideren que ja el 924 o 925 i altres el 927) Guiu es va casar amb la poderosa Maròzia (Mariozza) la poderosa dona filla del senador Teofilacte I i que havia estat amant del papa Sergi III (+911).
Guiu apareix en una permuta l'1 de gener de 928. En aquest any Guiu va anar a Roma cridat per Maròzia, que estava enfrontada al papa Joan X. Les forces de Guiu, segons les ordes de la "senatrix" i patrícia romana, van entrar al palau del Laterà i van fer presoner al papa que va morir en una presó (maig del 928) i al seu germà Pietro (duc Pere de Spoleto 924-928) cònsol de Roma, que fou executat (en presència del mateix papa) al mateix palau Laterà on s'havia refugiat amb uns pocs fidels. Se sap que Maròzia s'oposava a la coronació d'Hug d'Arle, a la que Joan X era favorable, i que Guiu també s'havia distanciat del seu germanastre del que temia l'hegemonia, però no és clar si es va casar amb Maròzia quan va decidir separar-se d'Hug, o va decidir separar-se d'aquest influït per Maròzia. Guiu i Maròzia van tenir una filla coneguda com a Berta Teodora.
Guiu tenia també probablement fills il·legítims però o cap era mascle o cap va sobreviure. Va morir sobtadament el 929 en data exacta desconeguda i va ser succeït pel seu germà Lambert de Toscana, investit per Hug d'Arle.